# Oxymonacanthus
Oxymonacanthus — рід скелезубоподібних риб родини Єдинорогові (Monacanthidae). Представники роду поширені на коралових рифах Індійського та Тихого океану.

## Види
Рід містить два види
- Oxymonacanthus halli
- Oxymonacanthus longirostris